# Большой Черемшан
Большо́й Черемша́н (тат. Олы Чирмешән, Olı Çirmeşän) — река в Ульяновской области, Татарстане, Самарской области, левый приток Волги.
Длина — 336 км, площадь водосборного бассейна — 11 500 км², средний расход воды в устье — 36,1 м³/с. Исток на Бугульминско-Белебеевской возвышенности. Питание снеговое. Весной река расходует 60—70 % годового стока. До 1970-х была судоходна, прекращено из-за обмеления. Песчаные берега реки почти на всем протяжении покрыты хвойными и смешанными лесами. В русле реки часты острова, перекаты, мели и рыбацкие заколы. Низовья реки затоплены при строительстве Куйбышевского водохранилища до города Димитровград. В Нурлатском районе находится пойма, где расположено Черное озеро.

## Притоки
Объекты перечислены по порядку от устья к истоку.

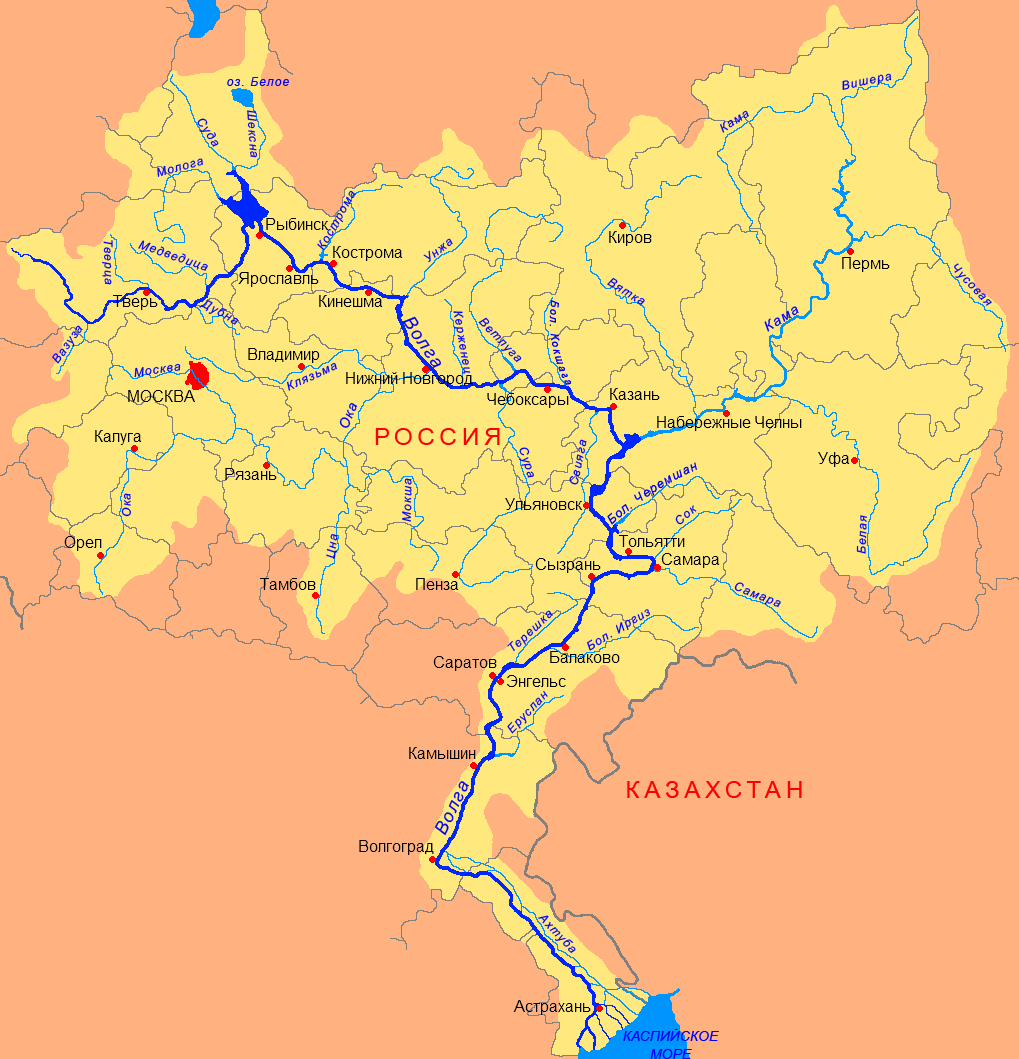
Бассейн Волги

- 2 км: Большой Авраль (лв)
- 20 км: Тия (пр)
- 33 км: Письмирь
- 45 км: Малый Черемшан (пр)
- 79 км: Кармала (лв)
- 108 км: Тимерлек (пр)
- 131 км: Большая Сульча (пр)
- 142 км: Аксумлинка
- 147 км: Менчушка
- 147,2 км: Аксумла
- 174 км: Киклинка
- 188 км: Челнинка (лв)
- 202 км: Большая Тарханка (лв)
- 247 км: Чуркалей
- 256 км: Яурка
- 260 км: Иштуган
- 273 км: Утямыш
- 282 км: Толча
- 301 км: Шарла (пр)
- 303 км: Бутарлей
- 307 км: Колна
- 313 км: Сунгур

## Заселение земель
В конце XVII века началось освоение земель в верховьях Большого Черемшана, так как задолго до 1736 года действовал закон, запрещавший покупать и продавать башкирские земли. К примеру, первопоселенцы села Черемшанские Вершины (Клявлино) по словесному договору, как гласят предания, покупали и брали в аренду башкирские земли.

## Этимология
Происходит от этнонима черемисы в татарском варианте — тат. чермыш. Изначально под этим этнонимом подразумевались не только марийцы, но и другие народы Поволжья, в том числе чуваши.
Возможна этимология, основанная на наиболее ранней известной форме гидронима — Джарамсан, записанной арабским путешественником Ибн Фадланом, 992 году. Подтверждённая древность гидронима допускает, что в основе может быть слово иранских языков, в частности тех, на которых говорили древние сарматы, жившие около 2 тыс. лет назад в Заволжских степях. В иранских языках и в настоящее время имеются слова джарам — «течь, текущий, проточный»; чарам — «луг, пастбище, выгон». Предлагались и другие объяснения названия: «река черемисов» или река, по берегам которой были заросли черемши, также рассматривался ряд татарских этимологий формы Черемшан со значениями «река масляного (смолистого) леса», «место сбора войск», либо от имени героя древнего эпоса Чиру Мемшен. Но подобные объяснения представляются менее обоснованными.

## Данные водного реестра
По данным государственного водного реестра России относится к Нижневолжскому бассейновому округу, водохозяйственный участок реки — Большой Черемшан от истока и до устья. Речной бассейн реки — Волга от верхнего Куйбышевского водохранилища до впадения в Каспий.
Код объекта в государственном водном реестре — 11010000412112100004728.

## Панорама реки
- В честь реки назван хоккейный клуб из г. Димитровград ХК «Черемшан»